# 塔维拉医院
39°51′56.35″N 4°1′26.45″W / 39.8656528°N 4.0240139°W

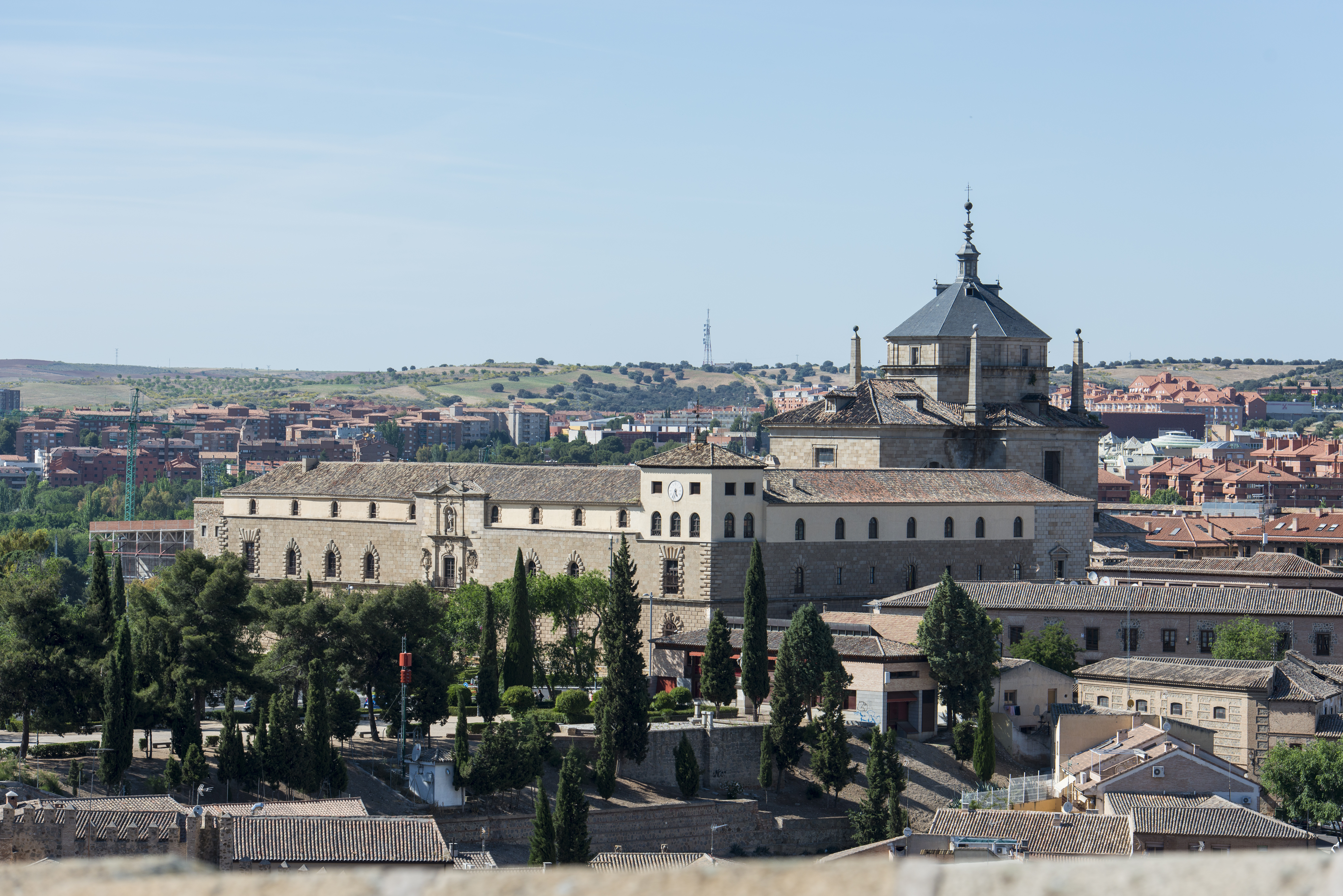
塔维拉医院

塔维拉医院（Hospital de Tavera）又名圣若翰洗者医院（Hospital de San Juan Bautista）、城外医院（Hospital de afuera）, 是一座文艺复兴风格的重要建筑，位于西班牙城市托莱多。它是由塔维拉枢机下令，建于1541年至1603年。这家医院是献给圣若翰洗者，也是赞助人塔维拉枢机的墓地。最初，它开始由建筑师阿隆索·德·科瓦鲁比亚斯负责，最后由巴托洛梅·布斯塔曼特完成。
由于它地处老城外，被称为“城外医院”（hospital de afuera），因为在城墙内已经存在圣十字医院（Hospital de Santa Cruz）。 
目前，该建筑仍然是梅锡纳塞利公爵的财产。

## 建筑
塔维拉医院建筑群由有两个带柱廊的庭院、一个教堂（梅锡纳塞利公爵的家族墓地所在地）和宫殿-博物馆组成，后者包括老医院的一部分。建筑的外观是佛罗伦萨文艺复兴风格的宫殿，只有门是建于1760年至1762年之间。下层的窗户是等距和长方形的，而上层的窗户是半圆形的，分布在两端。
教堂的门是热那亚 大理石的。

## 博物馆

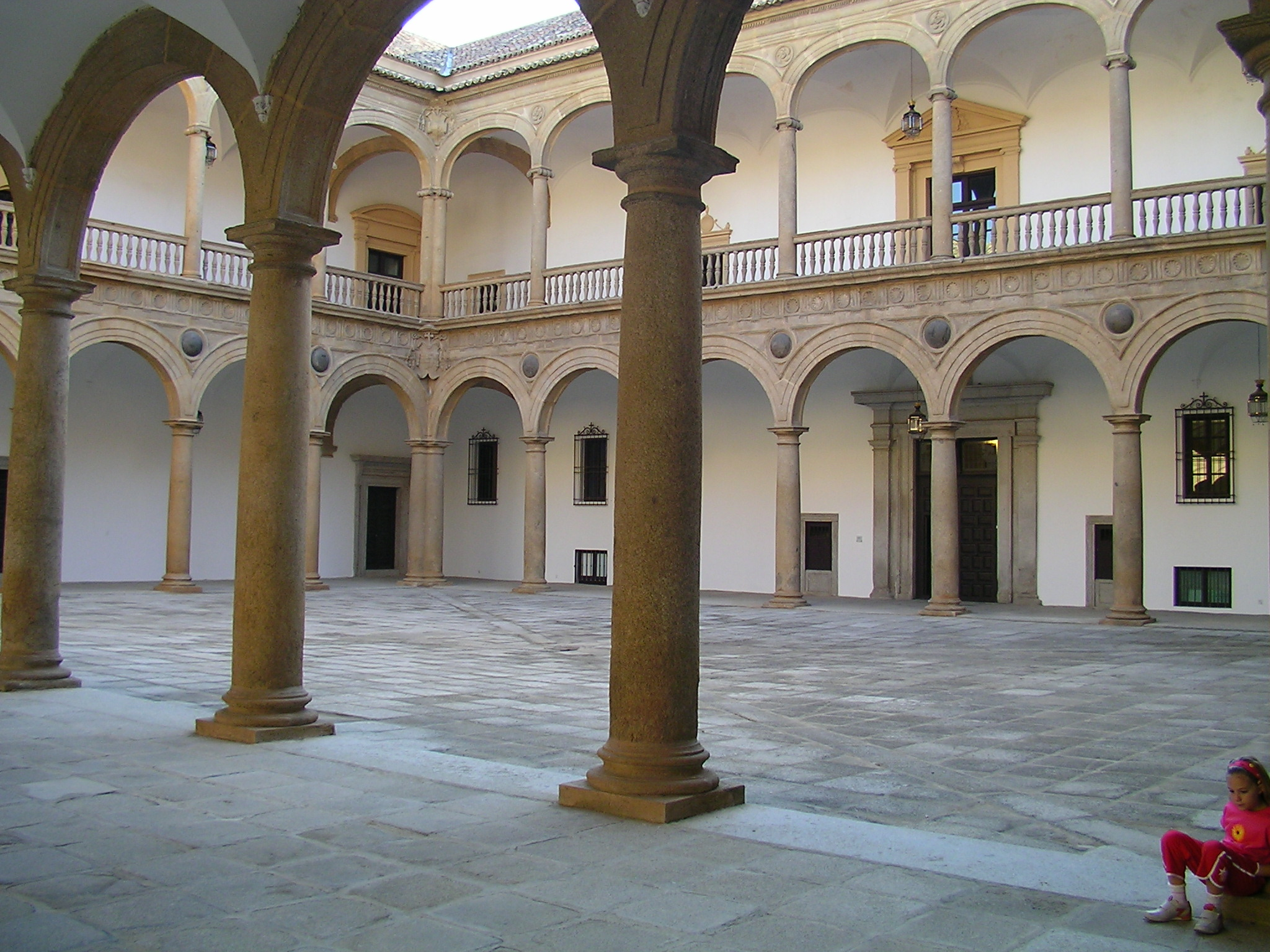
庭院

博物馆内保存着大量文献资料，和许多无价之宝的艺术品：